# Touques (Fluss)
Die Touques ist ein Fluss in Frankreich, der die Region Normandie durchfließt. Sie entspringt in der Landschaft des Perche, im Gemeindegebiet von Champ-Haut, entwässert generell Richtung Nord, durchquert das Pays d’Auge und mündet nach rund 108 Kilometern zwischen Deauville und Trouville-sur-Mer in den Ärmelkanal. Auf ihrem Weg berührt sie die Départements Orne und Calvados.

## Geschichte
In der Geschichte hat der Fluss eine Bedeutung, weil in der Nähe seiner Mündung der englische König Heinrich V. am 1. August 1417 landete.

## Orte am Fluss
- Champ-Haut
- Orgères
- Gacé
- Neuville-sur-Touques
- Fervaques
- Saint-Martin-de-la-Lieue
- Beuvillers
- Saint-Désir
- Lisieux
- Le Breuil-en-Auge
- Pont-l’Évêque
- Saint-Arnoult
- Touques
- Deauville
- Trouville-sur-Mer